# One Earth – One Ocean
One Earth – One Ocean e. V. (oeoo) ist eine im Jahr 2011 gegründete Umweltorganisation, deren Ziel in erster Linie die Reinigung weltweiter Gewässer von Plastikmüll ist.
One Earth – One Ocean wurde im Jahr 2011 von Günther Bonin gegründet. Der Verein arbeitet seit seiner Gründung an der Entwicklung von Konzepten zur Reinigung von Gewässern. Dabei ging es zunächst nur um die Entfernung von Plastikmüll, inzwischen auch um die Beseitigung von Öl und anderen Schadstoffen.
Zur Aufnahme von Plastikmüll aus Gewässern entwickelt der Verein verschiedene Schiffstypen: Seit 2012 sind von One Earth – One Ocean entwickelte SeeHamster in Binnengewässern und der Ostsee unterwegs. Dabei handelt es sich um kleine Katamarane mit etwa vier Metern Länge und zwei Metern Breite und einem herunterklappbaren Fangnetz oder Fanggeschirr, mit dem der Plastikmüll aus Binnengewässern gesammelt wird. Seit 2016 ist außerdem die SeeKuh im Einsatz, ein Schiff von 12 × 10 Metern. Es wird in Küstenregionen und Flussmündungen eingesetzt, so z. B. in der Ostsee und in Hongkong. Seit 2018 entwickelt One Earth – One Ocean den SeeElefant, ein Containerschiff, das den von den SeeKühen aufgesammelten Müll übernehmen und mit der in das Schiff integrierten Anlagentechnik aufbereiten, sortieren, verarbeiten und unter anderem zu Öl zurückverarbeiten soll. Für den SeeElefant erhielt der Verein im Jahr 2019 den Bundespreis Ecodesign in der Kategorie „Konzept“.

## Auszeichnungen
- 2022: Goldene Henne in der Kategorie „Unsere Zukunft“[9]